# Die 24 Stunden von Le Mans
Die 24 Stunden von Le Mans ist eine Rennsimulation, die im Jahre 2000 veröffentlicht wurde. Namensgebend ist das 24-Stunden-Rennen von Le Mans. Im amerikanischen Raum wird es der Test-Drive-Reihe zugeordnet.

## Spielprinzip
Der Spieler ist ein Rennfahrer, der beim 24-Stunden-Rennen den ersten Platz belegen muss. Um dies zu erreichen, ist es notwendig, das Fahrzeug an die Begebenheiten anzupassen. Neben der Rennstrecke Circuit des 24 Heures sind noch Catalunya, Donington Park und Suzuka enthalten. Eine Besonderheit ist, dass das Rennen sich in Echtzeit absolvieren lässt, mit der Möglichkeit jederzeit zu speichern, um das Rennen später fortzusetzen.
Es stehen diverse Rennwagen zur Verfügung, u. a. von Audi, Chrysler, Porsche oder McLaren.

## Spielmodi
Folgende Spielmodi sind enthalten:
- Meisterschaft
- Schnellrennen
- Zeitrennen
- Multiplayer (Splitscreen, max. 4 Spieler)

## Rezeption
Bis auf die Umsetzung für den Game Boy Color und PC erhielt der Titel weltweit überdurchschnittliche Bewertungen. Der enorme Umfang und die realistische Grafik wurden gelobt, kritisiert wurde das fehlende Schadensmodell und die auf Dauer eintönige Musik.